# Момчилград
Момчѝлград е град в Южна България, област Кърджали, административен център на община Момчилград. По данни на ГРАО към 15 март 2024 г. в града живеят 9488 души по настоящ адрес и 19 902 души по постоянен адрес.

## География
Момчилград е разположен в югоизточната част на Източните Родопи, покрай река Върбица. Градът се намира в близост до градовете Кърджали и Джебел и е втори по население в областта след Кърджали. Намира се на 13 км от областния център Кърджали, на 16 км от Джебел, на 32 км от Крумовград, на 38 км от ГКПП Маказа - Нимфея и на 268 км от столицата София.
В непосредствена близост до момчилградското село Татул е открита археологическата находка, наричана „Светилището“, за която се твърди, че е гробът на легендарния певец Орфей.
На територията на община Момчилград се намира резервата „Еленовото стопанство“.

## История
Селището води началото си още от Средновековието и от 17. век името му се споменава често в множество исторически извори като административен център на каазата Султан йери в Османската империя, както и в почти всички годишници и регистри в следващите векове. Местното население е било турско. През 18 – 19 век се заселват много българи. От 1980-те години започват да прииждат изселници главно от Кирковско (Кирково, Завоя, Дружинци, Кремен, Дрангово (Област Кърджали), Чакаларово, Лозенградци), от неделинското село Гърнати и други.
Първото по-подробно описание на града е на френския географ Огюст Викенел, който пише: „Град Мастанли е административен център на каазата Султан йери, която през 1847 г. е отделена от Гюмюлджина. Сега тя е част от Пловдивския (Филибе) санджак. Мастанли е средище от 300 – 400 къщи, разположен в подножието на една планина. Населението е предимно мюсюлманско и животът им е твърде добър. Вилата на управника се намира на 15 минути път и е на запад от града. Всички приходи от района от стари времена султанът е подарил на дъщеря си като чеиз и поради тази причина сегашната кааза още носи името Султан йери – т.е. земя на султана“. Във втората половина на 19. век в града са се разположили каймакамството, дирекция „Финанси“, съдът и конакът.
Балканските войни се оказват съдбоносни за града, региона и цялото население. Датата 4 ноември 1912 г. дава началото на териториалното присъединяване, стопанско, обществено и културно приобщаване на Мастанли към българската държава. В края на Първата световна война територията на целия Гюмюрджински санджак е присъединена към България под името Гюмюрджински окръг.
По силата на новото административно устройство през 1920 г. Мастанли дава името на новия окръг, обхващащ по-голямата част от източнородопската област – Мастанлийски окръг. Към него спадат околиите Мастанлийска, Егридерска, Кошукавашка, Ортакьойска и Кърджалийска, присъединена през 1925 г. Град Мастанли дава названието на новите административни единици, но поради липса на подходящи сгради не се превръща в тяхно средище. През 1934 г. със заповед Мастанли се преименува на Момчилград.
През 20-те години на 20. век започва и процесът на трайно усядане на българите в града. Така се ражда разноликото мастанлийско общество и се превръща в модел на уникално мирно съжителство на различни етнически и религиозни групи.
Старият Мастанли се оформя и развива предимно като пазарно средище. Вторникът като пазарен ден на града е определен още през 1917 г. от тогавашната общинска управа. От 1927 г. е първият градоустройствен план – започва оформянето на градския търговски център с две перпендикулярни улици – главната улица по пътя Кърджали – Маказа и улицата, водеща към жп гарата. От първите стъпки е и първото електрифициране – 1936 г., първият водопровод от извора при с. Патевец – 1930 г. Събитие от национално значение е прекарването и пускането в експлоатация на жп линията Раковски-Хасково-Мастанли, което дава силен тласък за развитието на търговията в града. Първият влак е посрещнат на гара Мастанли на 4 декември 1932 г. Така градът израства като важен търговски център и кръстопътен възел, във входна и изходна врата между Централна България и Родопската област. В следващите години Момчилград е важна жп гара по линията Русе – Момчилград, разделяща страната на две и обединяваща Северна с Южна България.
Потребностите от светски духовен живот налагат учредяването на културно-образователни институции. През 1922 г. се построява сградата на Мастанлийското частно светско училище. През 1926 г. се учредява читалище „Нов живот“, една година по-късно е открито и българско училище. През 1934 г. се освещава новопостроената сграда на основното училище в града. Мащабното за времето си строителство продължава с построяването на църквата „Св. цар Борис“ през 1938/39 г. Тогава започва строителството на „Националните павилиони“ в Момчилград – така са се наричали казармите в града, в които се настанява 10-а Пехотна родопска дивизия.
Със Заповед 3225 са преименувани 21 селища, между тях и град Мъстанли, който получава името Момчилград. Мастанлийски окръг съществува до 1934 г., когато неговата територия влиза в новосъздадената Старозагорска област, но и след това Момчилград запазва статут на околийски град. По-късно влиза в състава на Кърджалийски окръг, дълги години е център на селищна система, а от 1987 е общински център.
От някогашните махали – Чорбаджийска, Читаци, Сапуновска – са останали само фотографии. Градът се оформя като модерен център – чист, приветлив, красив и обичан от неговите жители. Разположен на стратегическо място, той е географски център на източните Родопи и естествен кръстопът, приемащ и насочващ пътникопотока към Кърджали, Кирково, Крумовград, Джебел и Златоград.

## Население
Численост на населението според преброяванията през годините:
| \| Година на преброяване \| Численост \| \| --------------------- \| --------- \| \| 1934 \| 1802 \| \| 1946 \| 3143 \| \| 1956 \| 4324 \| \| 1965 \| 6084 \| \| 1975 \| 8185 \| \| 1985 \| 10 166 \| \| 1992 \| 7266 \| \| 2001 \| 7948 \| \| 2011 \| 7831 \| \| 2021 \| 7195 \| |           |
| Година на преброяване | Численост |
| 1934 | 1802      |
| 1946 | 3143      |
| 1956 | 4324      |
| 1965 | 6084      |
| 1975 | 8185      |
| 1985 | 10 166    |
| 1992 | 7266      |
| 2001 | 7948      |
| 2011 | 7831      |
| 2021 | 7195      |

Етническият състав включва 5049 турци и 1454 българи.
Основните вероизповедания са християнство и ислям.

## Икономика
В селските райони се развива земеделие (тютюн, пипер) и животновъдство (крави, агнета и кози). В градската част има промишлени зони, в които развиват своята дейност дърводелски, метални, промишлени, текстилни и др. цехове и заводи.

## Вероизповедания
В религиозно отношение, населението на града е от смесен тип, като в него мирно съжителстват мюсюлмани и християни, като 84% от населението е мюсюлманско.
Християнският храм се нарича „Св. цар Борис I Покръстител“. Намира се в центъра на града. Църквата датира от 1938 – 1939 г. и е построена на мястото на малък дървен параклис. До нея през 1970 г. е изградена костница в памет на загиналите през Руско-турската война (1877 – 1878) и Балканските войни (1912 – 1913).
Като паметник на културата, храмът е основно реставриран и е осветен след 3-годишен ремонт на храмовия празник 2 май 2009 г. Църквата е прочута с уникалната си дърворезба на иконостаса и владишкия престол. Свещеници, служили в храма, са отец Бонифаций, отец Боян Саръев и отец Карамфил. Храмовият празник се чества на 2 май.
В града функционират 2 джамии като храм на мюсюлманската вяра. Централната джамия (старата) се намира в близост до центъра на Момчилград. Построена е преди около 300 години и постоянно е използвана като действащ религиозен храм. През 2004 г. е извършен цялостен ремонт, който и придава нов вид и типични за исляма архитектурни черти.

## Обществени институции
- Община Момчилград
- Районен съд Момчилград – обслужващ следните общини: община Момчилград, община Джебел, община Кирково
- РПУ към ОДП на МВР, Кърджали
- Читалище „Нов живот“
- Данъчно бюро към ТДД, Кърджали, което обслужва населението по ЗМДТ

- Поглед към Момчилград от пътя за с. Татул
- В центъра на града

## Редовни събития
- Пазарни дни са вторник и събота

## Личности
- Даниела Гергелчева (1964), състезателка по тенис на маса
- Здравко Желязков, певец, известен като Здравко от дует „Ритон“
- Петър Стойчев (1976), плувец
- Филип Синапов (1997), български народен певец, носител на звание „Талант на Момчилград“
- Цветан Даскалов (1964), актьор
- Йордан Господинов (Дачко от „Аламинут“) (1964), актьор
- Наим Сюлейманоглу (1967 – 2017), състезател по вдигане на тежести
- Халил Мутлу (1973), състезател по вдигане на тежести
- Кера Станкова-певица, изключителен самодеец в читалищната дейност в миналото.